# Vlag van Wijk bij Duurstede

Vlag van Wijk bij Duurstede

De vlag van Wijk bij Duurstede is de vlag van de Utrechtse gemeente Wijk bij Duurstede. De vlag werd op 27 april 1971 bij raadsbesluit door de gemeente aangenomen. De kleuren zijn gelijk aan de gebruikte kleuren in het wapen van Wijk bij Duurstede. De vlag kan als volgt worden beschreven:
Twee horizontale banen van gelijke hoogte, rood en geel; in de rode baan staan drie witte zuilen, gelijk verdeeld over de lengte van de vlag.
De kleuren en de zuilen zijn ontleend aan het gemeentewapen. Het ontwerp was van de gemeente zelf.
De gemeente gebruikt ook een witte vlag met een logo.

## Oude vlag

Oude gemeentevlag (onofficieel)

Sierksma vermeldt het gebruik van een vlag met twee banen, in geel en rood. Deze vlag is nooit officieel als gemeentevlag aangenomen maar werd bij feestelijkheden wel gebruikt. Ook van deze vlag waren de kleuren ontleend aan het gemeentewapen.

## Verwant symbool

Wapen van Wijk bij Duurstede

Amersfoort 
· Baarn 
· Bunnik 
· Bunschoten 
· De Bilt 
· De Ronde Venen 
· Eemnes 
· Houten 
· IJsselstein 
· Leusden 
· Lopik 
· Montfoort 
· Nieuwegein 
· Oudewater 
· Renswoude 
· Rhenen 
· Soest 
· Stichtse Vecht 
· Utrecht  
· Utrechtse Heuvelrug 
· Veenendaal 
· Vijfheerenlanden 
· Wijk bij Duurstede 
· Woerden 
· Woudenberg 
· Zeist